# 馬塞拉 (密西西比州)
馬塞拉（英語：Marcella）是位於美國密西西比州霍爾姆斯縣的非建制地區。

## 歷史
馬塞拉的郵局於1881年設立，其後於1894年停運。

## 地理
馬塞拉所處的海拔為高於海平面35米（即115英呎），而該地所採用的時區為UTC-6，即北美中部時區（CST）。同時該地設有夏令時間，為UTC-6調快一小時，即UTC-5（CDT）。